# Маркъс Рашфорд
Маркъс Рашфорд (на английски: Marcus Rashford) е английски футболист, нападател и крило на испанския Барселона. Роден е в Манчестър на 31 октомври 1997 г.
Рашфорд отбелязва по два гола в първите си мачове в Лига Европа и Премиършип. Също така отбелязва голове и в първото си манчестърско дерби и в първия си мач за купата на Англия.
Дебютът му за националния отбор на Англия е в края на май 2016 г. Рашфорд успява да отбележи гол в този мач, което го прави най-младият английски футболист, отбелязал гол в първия си мач за националния отбор. Заради доброто си представяне през сезон 2015/16 е включен в състава на Англия за Евро 2016.

## Клубна кариера

### Манчестър Юнайтед
От 5-годишна възраст играе за местния отбор „Флечър Мос Рейнджърс“. От Рашфорд се интересуват академиите на Евертън, Ливърпул, Манчестър Сити и Манчестър Юнайтед. Основната борба за играча се провежда между двата манчестърски клуба. Рашфорд тренира както в базата и на двата отбора, но в крайна сметка, през 2005 г. 7-годишният Маркъс прави избора си в полза на Манчестър Юнайтед. За избора спомага и това, че главен треньор на академията на Манчестър Юнайтед по това време е Рене Мьоленстен, който акцентира върху развитието на млади футболисти с помощта на индивидуални занятия и работа с топка, а не просто игра с пасове, което допада на Рашфорд. Освен това Маркъс от ранни години мечтае да играе именно за „червените дяволи“.
Рашфорд започва да прави впечатление с добрата си игра още от сезон 2013/14. В мач от младежката ФА Къп срещу Лестър Сити играе на тогава непривичната за него позиция на единствен нападател. Неговата предпочитана позиция тогава е да играе като втори нападател, но въпреки промяната той не разочарова с играта си. До края на кампанията той успява да отбележи 4 гола в 10 срещи, което впечатлява всички в академията. През 2014 г. Рашфорд е включен в състава на юношеския отбор на Манчестър Юнайтед за участие в Млечната купа, която е спечелена от „червените дяволи“. Рашфорд играе в три мача и отбелязва четири гола, но не взима участие във финалния мач. По това време Манчестър Сити предприема още един опит да привлече Маркъс в своята академия, но Рашфорд решава да остане в „Юнайтед“. След спечелването на Млечната купа, Рашфорд се превръща във водеща фигура на отбора до 18 г. като продължава да играе като централен нападател. Редовно успява да показва класата си и в крайна сметка завършва като голмайстор за сезон 2014/15 с 13 гола от 25 мача. В следващите няколко години Маркъс продължава да впечатлява с изявите си и прехода му в първия отбор на Манчестър Юнайтед не закъснява.

#### Сезон 2015/16
Дебютът му за първия отбор на Манчестър Юнайтед е на 25 февруари 2016 г. във втория мач от елиминационната фаза на турнира Лига Европа срещу датския ФК Митюлан. Рашфорд е включен в състава поради контузия на Антони Марсиал в загрявката преди мача. Рашфорд не изпуска шанса си и нанизва два гола през второто полувреме. Тези голове го правят най-младият играч на „червените дяволи“, отбелязал гол в международен турнир, побеждавайки рекорда държан дотогава от легендата Джордж Бест. Три дни по-късно Рашфорд прави дебют и в Премиърпип. Мачът е срещу Арсенал и той отново прави невероятен мач като отбелязва два гола и прави асистенция за победата с 3 – 2, което го прави третия най-млад реализатор в лигата за „червените дяволи“ след Федерико Македа и Дани Уелбек. На 20 март 2016 г. в първото си манчестърско дерби отбелязва единствения гол в срещата, за да осигури победата над градския съперник Манчестър Сити. По това време той е на 18 години и 141 дена, което го прави най-младия реализатор в манчестърското дерби в Премиърпип.
На 30 май 2016 г., Рашфорд подписва нов договор с клуба до 2020 г. с опция за удължаване с една година. Остава втори в надпреварата за наградата „златно момче“ за най-добър играч в Европа до 21 г., спечелена от португалеца Ренато Санчес.

#### Сезон 2016/17
Първият по-съществен мач през сезон 2016/17 за Рашфорд е на 27 август 2016 г., когато отбелязва изкллючително важен гол в продълженията, за да осигури победата на своя отбор срещу Хъл Сити. Около месец по-късно отбелязва по един гол в три поредни мача два от които са спечелени от „червените дяволи“. До края на 2016 г. Рашфорд така и не намира формата си и не успява да се отличи с играта си. Началото на 2017 г. обаче е обещаващо. Рашфорд прави асистенция на Хуан Мата за откриващия гол при победата с 2 – 0 над Уест Хем. Следващият мач отбелязва два гола и става играч на мача при победата на „червените дяволи“ с 4 – 0 над Рединг в турнира ФА Къп.

## Национален отбор
Доброто представяне в клубния отбор за сезон 2015/16 г. карат Рой Ходжсън да постави Рашфорд в разширения състав на Англия за Евро 2016. Треньорът му от академията Ники Бът е против повикването му, защото според него е твърде рано да бъде викан и това може да повлияе негативно на развитието му. Въпреки тези възражения в крайна сметка Рашфорд остава в състава, пътуващ за Франция.
На 27 май 2016 г. в мач подготовка за Евро 2016 срещу Австралия, Рашфорд прави своя дебют за националния отбор на Англия. Той отбелязва първия гол в срещата, което го прави най-младият англичанин, отбелязал в своя дебют за „трите лъва“, измествайки рекорда на Томи Лаутън от 1938 г.
На 16 юни 2016 г., Рашфорд прави дебют на европейско първенство. Той влиза като резерва на Адам Лалана при победата на „трите лъва“ с 2 – 1 над Уелс. Това го прави най-младият футболист, който представя Англия на европейско първенство, разбивайки рекорда на Уейн Рууни от Евро 2004 с 4 дена. Единадесет дена по-късно Рашфорд влиза като резерва в последните четири минути в мача на Англия срещу Исландия, след който „трите лъва“ отпадат безславно. За малкото време, в което играе Рашфорд, успява да дриблира трима играчи на Исландия и да създаде много опасна атака, която обаче се оказва безплодна.

## Стил на игра
Играе на позициите на ляво крило или нападател, въпреки че по време на мач той често може да смени позициите си с партньори в атаката, измествайки се надясно, отляво по фланга или в центъра. Различава се с висока скорост, особено е ефективен при бързи контраатаки. Може добре да изпълни свободен удар и дузпа.

## Личен живот
Маркъс има двама братя и две сестри. По време на дебюта си в първия отбор „Манчестър Юнайтед“ през февруари 2016 г. той живее с майка си Мел в Манчестър. През 2017 г. той си купува частна къща на стойност 1,85 милиона паунда с шест спални и гараж за две коли.

## Благотворителност
През 2020 г. по време на мерките, наложени от правителството на Обединеното кралство в отговор на разпространението на COVID-19, Рашфорд подкрепя благотворителната организация FareShare и помага за набирането на 20 милиона паунда за безплатна храна за ученици. Проектът първоначално е замислен да помага на ученици в Манчестър, но по-късно се разширява из цялата страна. На 11 юни 2020 г. Рашфорд обявява, че благодарение на събраните средства 3 милиона ученици в цялата страна ще получат безплатна храна. На 15 юни Маркъс написва отворено писмо на членовете на Парламента да предприемат действия за борба с детската бедност във Великобритания. На следващия ден правителството на Обединеното кралство обявява разширяване на програмата за училищни ваканции за семейства с ниски доходи с деца, като публичността на Маркъс играе ключова роля в това решение. На 15 юли 2020 г. става известно, че Рашфорд ще получи почетна докторска степен от университета в Манчестър като признание за приноса му в борбата срещу детската бедност, ставайки най-младият носител на тази титла в историята. На 1 септември 2020 г. Маркъс обявява създаването на „работна група“ за справяне с хранителната бедност сред децата във Великобритания, която включва големи хранителни вериги във Великобритания, включително Aldi, Asda, Co-op, Deliveroo, FareShare, Food Foundation, Исландия, Kellogg's, Lidl, Sainsbury's, Tesco и Waitrose.

## Успехи

### Клубни
Манчестър Юнайтед
- ФА Къп: 2015/ 2016,2023 /2024
- Къмюнити Шийлд 2016
- Купа на Лигата: 2016/17, 2022/23
- Победител в Лига Европа: 2016/17

Национален отбор на Англия
- Трето място в Лига на нациите: 2019
- Сребърен медалист на Европейското първенство по футбол: 2020